# Tloumatch
Tloumatch (en ukrainien et en russe : Тлумач ; en polonais : Tłumacz) est une ville de l'oblast d'Ivano-Frankivsk, en Ukraine. Sa population s'élevait à 8 770 habitants en 2021.

## Géographie
Tloumatch est arrosée par la rivière Tloumatch. Elle est située à 22 km — 27 km par la route — au sud-est d'Ivano-Frankivsk.

## Histoire
La première mention de Tloumatch se trouve dans la Chronique d'Ipatiev et date de 1213. Tloumatch passa sous contrôle autrichien en 1772, lors de la première partition de la Pologne. Tloumatch fut le siège d'un powiat (district) de la Pologne dans l'entre-deux-guerres. En 1921, sa population comptait environ 5 000 habitants, essentiellement des Polonais et des Juifs, avec une minorité arménienne. Les Ukrainiens dominaient dans les villages alentour. À partir de 1910, Tloumatch avait un chemin de fer à voie étroite, qui assurait deux liaisons quotidiennes avec Palahicze, et de là, permettaient d'atteindre Stanisławów et Chrtkow par d'autres moyens de transport. À la fin des années 1920, la ville était desservie par l'autobus. Au cours de la Première Guerre mondiale, les Juifs souffrirent de l'invasion des armées russes, et en 1918, des nationalistes ukrainiens. En 1921, la ville comptait 5 788 habitants, dont 2 012 Juifs, soit 35 % de la population.
En 1939, après la signature du pacte germano-soviétique, Tloumatch fut envahie puis annexée par l'Union soviétique. Le 5 juillet 1941, après l'invasion de l'Union soviétique par l'Allemagne nazie, Tloumatch fut prise par les Hongrois, alliés de l'Allemagne. Au début du mois d'août 1941, des réfugiés juifs de Hongrie furent conduits dans la ville. Au cours de la même période, les Juifs furent chassés de la ville par des Ukrainiens et dépouillés de leurs biens. Ils revinrent après l'intervention de l'armée hongroise. En septembre 1941, Tloumatch fut remise directement à l'administration allemande. Les dirigeants de l'intelligentsia juive furent tués, y compris le président du Judenrat, Eliasz Redner. Au cours de l'hiver 1941-1942, de nombreux Juifs furent envoyés dans les camps de travail de la région. Le 3 avril 1942, 1 200 Juifs de Tloumatch et de ses environs furent rassemblés puis déportés à Stanislawow, où ils furent assassinés. Un ghetto fut établi pour 3 000 Juifs. Au cours d'une « Aktion », le 18 mai 1942, environ 180 Juifs furent tués sur place et 350 déportés vers des camps de travail. Les assassinats dans le ghetto se poursuivirent tandis que de nombreux Juifs y souffraient de la faim et de diverses maladies. À la fin de novembre 1942, le ghetto fut détruit. Le 27 novembre 1942, 2 000 Juifs furent déportés au camp d'extermination de Bełżec. Quelques-uns réussirent à s'enfuir dans les forêts, mais y furent victimes des nationalistes ukrainiens.

## Population
Recensements (*) ou estimations de la population :
| 1786  | 1921* | 1939  | 1959* | 1970* |
| ----- | ----- | ----- | ----- | ----- |
| 1 014 | 5 788 | 3 300 | 4 303 | 5 093 |

| 1979* | 1989* | 2001* | 2011  | 2012  |
| ----- | ----- | ----- | ----- | ----- |
| 6 634 | 8 667 | 8 631 | 8 841 | 8 844 |

| 2013  | 2014  | 2015  | 2016  | 2017  |
| ----- | ----- | ----- | ----- | ----- |
| 8 829 | 8 885 | 8 943 | 8 975 | 8 979 |

| 2021  | - | - | - | - |
| ----- | - | - | - | - |
| 8 770 | - | - | - | - |